# Mombassa (víziló)
Mombassa (Kenya, 1955/57 előtt – Budapest, 1997) egy a Budapesti Állatkertben élő víziló volt, Európa legtermékenyebb nőstény vízilova.

## Élete
Mombassa egy nőstény nílusi víziló volt, 1955-57 körül fogták be Kenyában. A Budapesti Állatkertbe 1958. július 7-én érkezett. Közismert beceneve Momba volt.
A Budapesti Állatkert vízilómedencéinek feltöltéséhez az 1930-as évek vége óta a Széchenyi gyógyfürdő termálvizét használják: a 2-es kúttól (Szent István-forrás) csővezeték vezet a külső és belső medencéjéhez (mivel a feltörő termálvíz túl forró volna, így hideg vízzel keverve). Korábban tudományos munkában is megjelent, hogy a budapesti vízilovak rendkívüli termékenysége "nem kis mértékben a Széchenyi-fürdő termálvízének köszönhető". Napjainkban Hanga Zoltán úgy nyilatkozott, hogy bár nem bizonyítható, de "kétségkívül amióta belekeverik az állatok vizébe, egyértelműen számottevő a különbség a világ más állatkertjeinek termékenységével szemben".
Az európai vízilóállományban a nőstény vízilovak közül Mombassa génjei találhatóak meg a legnagyobb számban; Nairobival való frigyéből 13 utódja született, majd Nairobi pusztulása után Süsütől még további három.
Mombassa 1997-ben a Budapesti Állatkertben pusztult el.
Mombassa és Nairobi máig a Budapesti Állatkertben élő utódja Tücsök.